# Pierella hyceta
Pierella hyceta é uma borboleta neotropical da família Nymphalidae e subfamília Satyrinae, encontrada na Colômbia, Peru, Equador e Bolívia, em habitat de floresta tropical e altitudes entre 800 a 1.600 metros. De acordo com Adrian Hoskins, todos os integrantes do gênero Pierella apresentam, vistos de cima, coloração amarronzada com finas marcações mais escuras em suas asas anteriores e com asas posteriores marcadas com ocelos ou manchas. Pierella hyceta apresenta, vista de cima, asas posteriores de coloração laranja com uma sequência de 4 ocelos de cada lado, menos aparentes quando vistos por baixo. Paul Smart cita que esta espécie apresenta uma mancha em suas asas dianteiras que brilha quando os raios de luz tocam as asas em um determinado ângulo de difração, como foi demonstrado em estudo sobre Pierella luna.

## Hábitos
Adrian Hoskins cita que as espécies do gênero Pierella se caracterizam por seu voo fugaz, se escondendo um pouco acima da superfície do solo na escuridão do sub-bosque da floresta; voando baixo, muitas vezes, em trilhas e evitando a luz do sol, geralmente aparecendo na aurora ou crepúsculo, mas também se escondendo profundamente na vegetação rasteira em outras horas do dia.

## Subespécies
Pierella hyceta possui três subespécies:
- Pierella hyceta hyceta - Descrita por Hewitson em 1860, de exemplar proveniente do Peru.[8]
- Pierella hyceta ceryce - Descrita por Hewitson em 1874, de exemplar proveniente da Bolívia.[12][13]
- Pierella hyceta latona - Descrita por C. & R. Felder em 1867, de exemplar proveniente da Colômbia (similar a P. hyceta ceryce).